# Boutet (canton)
Pour les articles homonymes, voir Boutet.
Boutet est un canton canadien de l'Est du Québec situé dans la région administrative du Bas-Saint-Laurent dans la vallée de la Matapédia.  Il fut proclamé officiellement le 7 mai 1921.  Il couvre une superficie de 35 210 hectares.

## Toponymie
Le toponyme « Boutet » est en l'honneur de Martin Boutet (1612-1683) arrivé en Nouvelle-France en 1643 qui fut, entre autres, le premier instituteur laïc de Québec.